# Гут, Родриго
Родриго Гут (порт.-браз. Rodrigo Guth; род. 10 ноября 2000, Куритиба) — бразильский футболист, защитник аргентинского клуба «Тальерес».

## Клубная карьера
Гут — воспитанник клубов «Коритиба» и «Аталанта». В 2017 году стал игроком последних, выступал в молодёжном чемпионате Италии и Юношеской лиге УЕФА. 8 июля 2020 года в матче против «Сампдории» он впервые попал в заявку основной «Аталанты». В октябре, Гут на правах аренды стал игроком клуба «Пескара». 2 ноября в матче против «Лечче» он дебютировал в итальянской Серии B. По окончании арендного соглашения, защитник вернулся в расположение клуба.
В июле 2021 года Родриго на правах аренды присоединился к клубу НЕК. 25 сентября в матче против «Фейенорда» он дебютировал в Эредивизи. 6 марта 2022 года в поединке против АЗ Гут забил первый гол за НЕК.
В июле 2022 года Родриго стал игроком ситтардской «Фортуны» и подписал пятилетний контракт. 6 августа в матч против «Аякса» он дебютировал за новый клуб. 2 сентября в матче против «Утрехта» Родриго забил первый гол.
Летом 2025 года перешёл в аргентинский клуб «Тальерес», подписав контракт до конца 2028 года.

## Международная карьера
В 2017 году в составе юношеской сборной Бразилии Гут стал победителем юношеского чемпионата Южной Америки в Чили. На турнире он сыграл в матчах против команд Аргентины и Эквадора.
В том же году Родриго принял участие в юношеском чемпионате мира в Индии. На турнире он сыграл в матчах против команд Испании и Мали.